# 以牙還牙
以牙還牙（英語：tit for tat）是一個用於博弈論的重複囚徒困境（reiterated prisoner's dilemma）非常有效的策略。這策略最先由数学家阿納托·拉普伯特（Anatol Rapoport）提出，並在密歇根大學政治科學家羅伯特·阿克塞爾羅（Robert Axelrod）有關囚徒困境的研究中擊敗其他方法，脫穎而出，成為解決囚徒困境的最佳策略。

## 概述
這一策略有兩個步驟： 
1. 第一個回合選擇合作
2. 下一回合是否選合作要看上一回對方是否合作，若對方上一回背叛，此回合我亦背叛；若對方上一回合作，此回合繼續合作

「以牙還牙」策略有四個特點：
1. 友善：「以牙還牙」者開始一定採取合作態度，不會背叛對方
2. 報復性：遭到對方背叛，「以牙還牙」者一定會還擊報復
3. 寬恕：當對方停止背叛，「以牙還牙」者會原諒對方，繼續合作
4. 不羨慕對手：「以牙還牙」者個人永遠不會得到最大利益，整個策略以全體的最大利益為依歸

在眾多策略中，「以牙還牙」是最有效的，曾連續數年擊敗由計算機科學家，經濟學家和心理學家等團隊所提出的策略。博弈論者儘管沒有實質證據，但他們認為「以牙還牙」是最佳的策略。

## 囚徒困境例子
假設有四個參與者：兩個用「以牙還牙」的策略，另外兩個無論任何時候都會背叛其他人以讓自己得到最大的好處。假定每個參與者將要面對另外三個參與者進行六次對決。如果一名參與者背叛對方而對方不背叛，前者有5分，後者得0分；如果雙方不背叛對方，雙方各得3分；如果雙方同時背叛對方，雙方各得1分。
- 當「以牙還牙」者對背叛者，前者第一場比賽選擇不背叛，而後者正好相反，後者獲得5分。在餘下的5場比賽，兩位參與者背叛對方，每一場比賽各得1分。最後，背叛者得10分，「以牙還牙」者得5分。
- 當雙方均為「以牙還牙」者，在所有6場比賽中彼此均不會背叛對方。雙方每回合各得3分，最後每人各得18分。
- 當背叛者互相對賽，雙方每次都會背叛對方。雙方每回合各得1分，最後每人各得6分。

儘管「以牙還牙」者從來沒有贏得過一場比賽，而背叛者從未輸過一場比賽，考慮到雙方的最大共同利益，「以牙還牙」仍然是最好的策略。

## 問題
雖然阿克塞爾羅德證明了「以牙還牙」在某些情況下是最佳的策略，但兩名「以牙還牙」者有時候在博弈時仍會產生問題。假如其中一方錯誤理解形勢，就可能造成災難性結果。在「以牙還牙」的策略下，博弈者被迫懲罰之前背叛自己的對手（儘管他不是有意的），造成惡性循環。雙方都認為自己是無辜的，自己所作的只是為了自衛，並歸咎對手惡毒或是不跟自己合作。這種情況經常發生在現實世界的衝突，如學生間的打鬥和地區戰爭。而且实际上用「以牙還牙」策略只能保证和对方打成平手，很难获得更大的胜利。
在重复囚徒困境的20周年纪念赛中，来自英国南安普敦大学的一个小组（由尼古拉斯·詹宁斯（Nicholas Jennings）领导，包括了拉蒂普·达什（Rajdeep Dash）、萨瓦帕里·拉姆琼（Sarvapali Ramchurn）、亚历克斯·罗杰斯（Alex Rogers）斯和皮鲁克里士南·维特林根（Perukrishnen Vytelingum））找出了另一种策略，这个新的策略在另一次实验中打败了「以牙還牙」策略。在「以牙還牙」策略成功的那个实验里，竞争者与竞争者之间是独立的。而该团队的新策略却提供了一个小组，这个小组的人都有一个目的，就是力保小组中的其中一人。也就是说这个小组可以看作一个大的竞争者。

## 應用於真實世界

### 點對點下載
BitTorrent應用「以牙還牙/投桃報李」策略以優化下載速度。BitTorrent運用的optimistic unchoking技術就是運用了「以牙還牙/投桃報李」策略。BitTorrent會定期隨機選擇其他用戶作上載，以尋找更多潛在合作者（願意上載的用戶），最大化上下載者的共同利益。

### 互惠利他主義
在動物群落，施予者提供幫助予受益者。利他行為應該得到回報，當雙方的需求互換，原來的受益者應報答及幫助原來的施予者。群落當中有機制以查明和懲罰「不報答者」。「以牙還牙/投桃報李」原則是一個調節互惠利他主義的重要機制。